# Regió d'Elot
Regió d'Elot és un consell regional del districte del Sud d'Israel.
El municipi de la regió d'Elot agrupa els següents nuclis de població:
- Kibbutz: Elifaz (אליפז), Elot (אילות), Gerofit (גרופית), Lotan (לוטן), Ne'ot Smadar (נאות סמדר), Newe Harif (נווה חריף), Qetura (קטורה), Samar (סמר), Shittim (שיטים), Ya'alon (יעלון), Yahel (יהל) i Yotvata (יטבתה).
- Altres assentaments comunitaris: Be'er Ora (באר אורה), Mahane Yokheved (מחנה יוכבד) i Shaharut (שחרות).